# Selenia radiata
Selenia radiata är en fjärilsart som beskrevs av Boyes 1950. Selenia radiata ingår i släktet Selenia och familjen mätare. Inga underarter finns listade i Catalogue of Life.